# Eltroplectris kuhlmanniana
Eltroplectris kuhlmanniana är en orkidéart som först beskrevs av Frederico Carlos Hoehne, och fick sitt nu gällande namn av Dariusz Lucjan Szlachetko och Piotr Rutkowski. Eltroplectris kuhlmanniana ingår i släktet Eltroplectris och familjen orkidéer. Inga underarter finns listade i Catalogue of Life.